# Denilho Cleonise
Denilson Edilson Cleonise Denliho, meglio noto come Denilho Cleonise (Amsterdam, 8 dicembre 2001), è un calciatore olandese, attaccante del RKC Waalwijk.

## Caratteristiche tecniche
Ala sinistra adattabile anche sulla fascia opposta, è veloce, abile nell'uno contro uno e nella conduzione palla. Viene paragonato al connazionale Steven Bergwijn.

## Carriera
Muove i primi passi nello Zeeburgia, dove rimane fino al 2014 salvo una parentesi triennale nell'Ajax. Nel 2014-2015 gioca nelle giovanili dell'AZ Alkmaar ed in seguito torna ai Lancieri prima di approdare in Italia nel 2018, firmando per il Genoa.
Dopo una prima stagione passata in primavera, viene promosso in prima squadra nel 2019. Debutta fra i professionisti il 9 novembre 2019 disputando l'incontro di Serie A pareggiato 0-0 contro il Napoli.
Il 19 agosto 2021 fa ritorno in patria accasandosi al Twente.

## Statistiche
Statistiche aggiornate al 30 ottobre 2021.

### Presenze e reti nei club
| Stagione        | Squadra         | Campionato      | Campionato | Campionato | Coppe nazionali | Coppe nazionali | Coppe nazionali | Coppe continentali | Coppe continentali | Coppe continentali | Altre coppe | Altre coppe | Altre coppe | Totale | Totale | Totale |
| Stagione        | Squadra         | Comp            | Pres       | Reti       | Comp            | Pres            | Reti            | Comp               | Pres               | Reti               | Comp        | Pres        | Reti        | Pres   | Reti   |        |
| --------------- | --------------- | --------------- | ---------- | ---------- | --------------- | --------------- | --------------- | ------------------ | ------------------ | ------------------ | ----------- | ----------- | ----------- | ------ | ------ | ------ |
| 2019-2020       | Genoa           | A               | 4          | 0          | CI              | 1               | 0               |                    | -                  | -                  |             | -           | -           | 5      | 0      |        |
| 2021-2022       | Twente          | E               | 6          | 0          | CO              | 1               | 0               |                    | -                  | -                  |             | -           | -           | 7      | 0      |        |
| Totale carriera | Totale carriera | Totale carriera | 10         | 0          |                 | 2               | 0               |                    | -                  | -                  |             | -           | -           | 12     | 0      |        |